# Штольпе-ауф-Узедом
Штольпе-ауф-Узедом (нім. Stolpe auf Usedom) — громада в Німеччині, розташована в землі Мекленбург-Передня Померанія. Входить до складу району Передня Померанія-Грайфсвальд. Складова частина об'єднання громад Узедом-Зюд.
Площа — 14,86 км2. Населення становить 367 ос. (станом на 31 грудня 2020).